# UNetbootin
UNetbootin steht für Universal Netboot Installer und ist ein freies Programm, mit dessen Hilfe eine Linux- oder BSD-Distribution auf Rechnern ohne CD- oder DVD-Laufwerk, beispielsweise über einen USB-Wechseldatenträger, installiert werden kann.

## Merkmale
Es unterstützt eine Vielzahl von Betriebssystemen, wie zum Beispiel Ubuntu, Fedora und Gentoo, die das Programm selbstständig im Hintergrund herunterladen und einrichten kann. Außerdem ist es möglich, auf ein auf einer Festplatte bereits vorliegendes ISO-Speicherabbild eines Installationsmediums einer beliebigen Linux-Distribution zuzugreifen.
Neben der Installation für unixähnliche Betriebssysteme ist das Programm auch für die Erstellung portabler Direktstartsysteme geeignet. Das Installationsmedium kann dabei beispielsweise ein USB-Stick oder auch eine Partition auf demselben Rechner sein.
Bei der Installation auf eine Festplattenpartition, neben ein bestehendes (eventuell auch gerade laufendes) System, kann UNetbootin einen bestehenden GRUB oder das Windows-Startprogramm (ntldr oder bootmgr) nutzen, um das neu eingerichtete System startbar zu machen. Mit UNetbootin installierte Systeme können selber wiederum als Installationssystem eines Betriebssystems verwendet werden.

## Verfügbarkeit
UNetbootin wird als freie Software auch im Quelltext unter den Bedingungen von Version 2 oder höher der GNU General Public License (GPL) verbreitet. Es liegt in einer portablen Windows- und einer Linux-Version vor. Es ist bei vielen populären Linux-Distributionen direkt aus den Standard-Paketquellen installierbar.

## Geschichte
Mit FUSBi existierte eine Abspaltung, die auf Betriebssysteme spezialisiert war, die als frei von proprietären Restbestandteilen von der Free Software Foundation abgesegnet waren.

## Technik
Die Software wird von Geza Kovacs in der Programmiersprache C++ programmiert und nutzt Qt5 für die graphische Benutzerschnittstelle.